# Gustav Oertle
Gustav Friedrich Oertle (* 9. Juli 1892 in Heilbronn; † 31. August 1986 in Backnang) war ein deutscher Lehrer und Paläontologe.

## Leben
Gustav Oertle studierte, unterbrochen von Feldzügen, Naturwissenschaften und Hüttenkunde an der Universität Tübingen sowie Breslau. In Tübingen schloss er sich der Landsmannschaft Schottland an. 1918 ist er mit der Dissertation „Das Vorkommen von Fischen in der Trias Württembergs“ in Tübingen summa cum laude promoviert worden.
Nach seiner Zeit als Assistent am Institut für Geologie und Paläontologie der Universität Tübingen ging Gustav Oertle in den Schuldienst, wurde Studienassessor  in Schwäbisch Hall und anschließend von 1921 bis 1934 Lehrer für Naturwissenschaften an der damaligen Realschule Backnang (heute Gymnasium). Später wirkte er erneut in Schwäbisch Hall und zuletzt als Oberstudiendirektor am Heidehof-Gymnasium Stuttgart.
Als Paläontologe bearbeitete Oertle mit Schwerpunkt die Fischfauna der Germanischen Trias des südwestlichen mitteleuropäischen Beckens und ist unter anderem Erstbeschreiber des triassischen Fisches Cleithrolepis brückneri Oertle 1931.
Seine Sammlung übergab er größtenteils dem Stuttgarter Naturkundemuseum und dem Tübinger Institut für Geologie und Paläontologie.

## Schriften
- Zu Colobodus maximus Qu. In: Neues Jahrbuch für Mineralogie, Geologie und Paläontologie, Abteilung B. 57, Stuttgart 1927, S. 243–248.

- „Semionotus letticus O. FRAAS“ und andere Ganoiden aus dem Hohenecker Kalk, von innen gesehen. In: Neues Jahrbuch für Mineralogie, Geologie und Paläontologie. Beilage-Bände, (B). 58, Stuttgart 1927, S. 309–334.

- Das Vorkommen von Fischen in der Trias Württembergs. In: Neues Jahrbuch für Mineralogie, Geologie und Paläontologie, Beilage-Bände, (B). 60, Stuttgart 1928, S. 325–472.

- Cleithrolepis brückneri n. sp., der erste Vertreter der Gattung aus der europäischen Trias. In: Centralblatt für Mineralogie, Geologie und Paläontologie. Abteilung B. 1931, S. 297–300.

- Erd- und Landschaftsgeschichte des Murrgaus. Stroh, Backnang 1932.